# Grave Digger
Grave Digger es una banda alemana de heavy metal y power metal formada en 1980 por el vocalista Chris Boltendahl.

## Historia

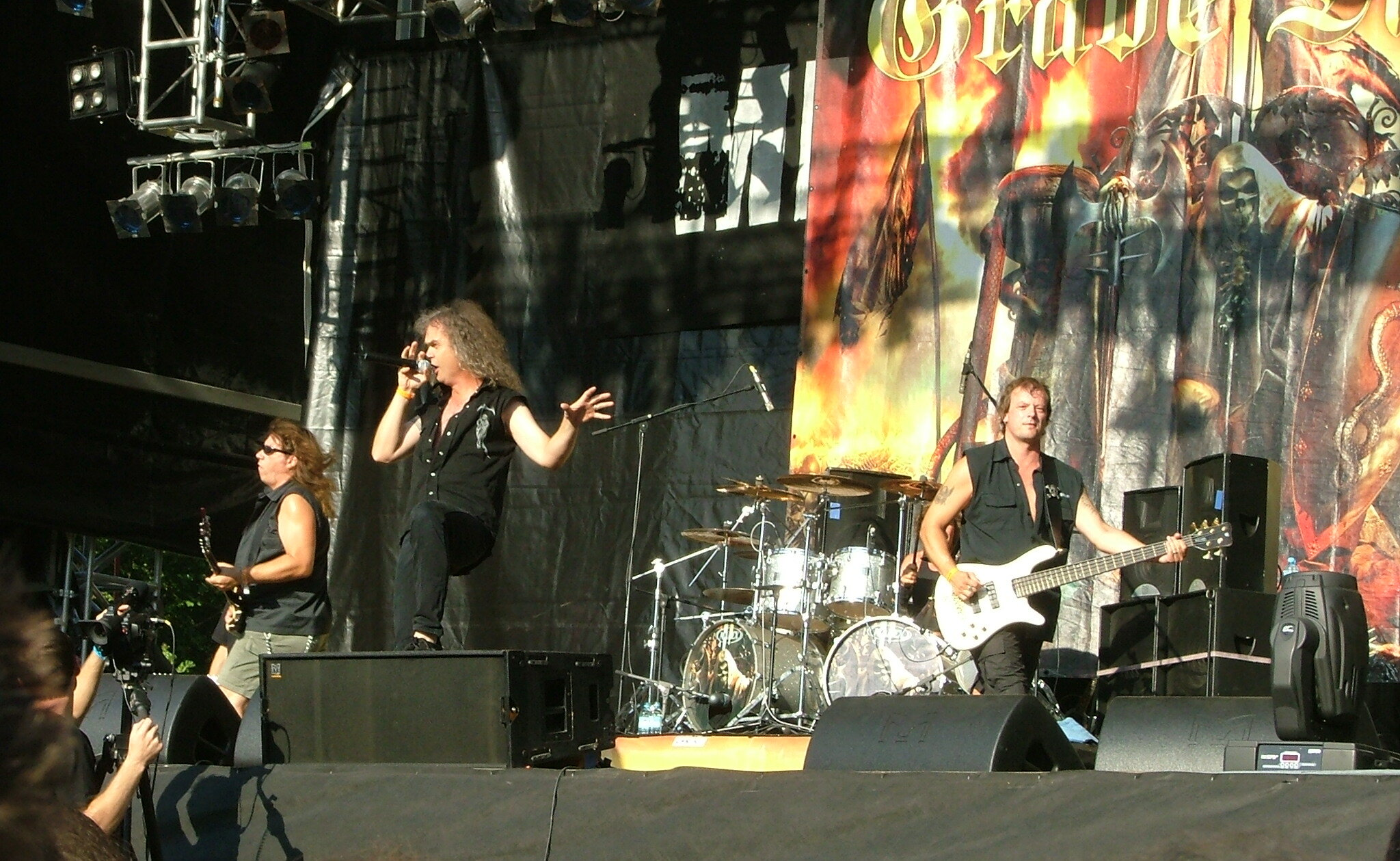
Grave Digger en 2007.

Banda formada en 1980 en la ciudad de Gladbeck, Alemania, por su vocalista Chris Boltendahl. Su primera aparición editada fue en el recopilatorio de varias bandas Rock From Hell en 1983. En 1984 graban el disco "Heavy Metal Breakdown", el cual fue muy bien recibido en los escenarios alemanes. La poderosa voz de Chris y las sobresalientes guitarras, destacan un sonido singular para la banda. Entre los temas más destacados está "Headbanging Man", con una intro espectacular, "Heavy Metal Breakdown", "Back From The War", "Legion Of The Lost", entre otros. Ese mismo año sale a luz el sencillo "Shoot Her Down", que incluye temas como "Don't Kill The Children" y "Tears Of Blood", en los cuales la banda demuestra su poderío especialmente en los riffs demoledores de las guitarras. Luego en ese mismo año graban "Witch Hunter", en el cual destacan temas como "Witch Hunter" y "Night Drifter". En 1987 se disolvió y fue renombrada como Digger para sacar el disco Stronger than Ever. Esto fue debido a la presión por parte de su antigua discográfica ya que el álbum anterior, War Games, no vendió las copias esperadas. Este nuevo álbum con otro nombre y un estilo musical más comercial también fue un fracaso. Se volvieron a reunir en 1991 y ficharon por la discográfica Gun con la cual sacaron en 1993 su exitoso álbum The Reaper. Este álbum supone toda una declaración de intenciones sobre el nuevo estilo de Grave Digger en los discos venideros: Guitarras afiladas y potentes, baterías veloces, en ocasiones rayando el blast beat y la voz de Boltendahl, oscura y desgarrada, al mismo tiempo que melódica. 
En 1995 editan, el posiblemente disco más salvaje de toda su discografía, "Heart of Darkness", con temas inolvidables como "Circle of Witches", "The Grave Dancer" o la propia "Heart of Darkness". 
Tras este disco llegan los años dorados de Grave Digger, con la denominada "Trilogía Medieval". Aprovechando el tirón de la película Braveheart editan en 1996 "Tunes of war" disco conceptual basado en la épica escocesa, con William Wallace o Robert Bruce. Del disco se extraen temas que serán imprescindibles en conciertos venideros: "Scotland United", "The Dark of the Sun", "The Ballad of Mary" y, por supuesto "Rebellion", la cual será todo un himno para sus seguidores. La portada del álbum fue realizado por Andreas Marschall, ilustrador habitual de la banda.
Llega el año 1998, donde se edita el, para muchos mejor álbum de Grave Digger, "Knights of the Cross", con temática basada en los caballeros templarios y en las cruzadas. El sonido alcanza las mayores cotas melódicas, mucho más rico y atmosférico, más completo, con mayor variedad en sus temas, incorporándose los teclados de H.P.Katzenbourgh y siendo el primer álbum con Jens Becker al bajo. De este redondo, lleno de hits, destacarán "Lionheart", "The Curse of Jacqes", "The Battle of Bannockburn" y la propia "Knights of the Cross". Pero el disco en sí es imprescindible de principio a fin, una joya del metal.
Apenas un año después llega el final perfecto para esa "Trilogía Medieval", un disco basado en la Tabla Redonda y la Leyenda Artúrica, que lleva por nombre, como no podía ser de otro modo, "Excalibur". El disco es absolutamente genial, aún sin alcanzar el nivel de su anterior obra maestra. Canciones que irán a parar de inmediato a los escenarios son "Morgane LeFay", "The Round Table" y la propia "Excalibur"
Tras editar este disco, el guitarrista Uwe Lulis, abandona Grave Digger después de 12 años como colíder de la formación por irreconciliables desavenencias musicales con Chris Boltendahl. En su lugar llega el ex-Rage Manni Schmidt, que también ocupa el lugar de cocompositor junto a Chris.
El primer disco con Manni Schmidt, que lleva por título el nombre de la banda "The Grave Digger" será todo un éxito. La temática se vuelve muy oscura, a veces siniestra, las armaduras quedan en el castillo y ahora su lugar lo ocupan relatos de Edgar Allan Poe, casas con fantasmas, lúgubres paisajes nocturnos y cementerios. A pesar de ello, el disco sigue sonando 100% Grave Digger, con su contundencia y agresividad. Buenos temas de este disco son "The Son of Evil", "The House" y la propia "The Grave Digger".
En el año 2002 llega el primer álbum en directo de la banda, después de casi 22 años en activo. Se graba durante el Festival de Wacken y lleva por título "Tunes of Wacken" lo que ya deja claro que el directo supone todo un homenaje a la "Trilogía Medieval", pues el directo se centra de principio a fin en éstos 3 álbumes.
En 2003 llega el turno para "Rheingold" un disco basado en las leyendas de los dioses germánicos y que será el primero de una trilogía. A pesar de que el sonido es bueno, con canciones realmente buenas ha perdido la agresividad y contundencia que siempre han caracterizado a Grave Digger, comenzando por la portada del disco. No obstante destacar "Valhalla", "Maidens of the War", "Twilight of the Gods" y  la propia "Rheingold"
En 2005 editan el, para muchos, peor álbum de la etapa de Grave Digger tras su vuelta en el 93, "The Last Supper", es considerado su álbum más débil, aunque la propia "The Last Supper" se convierte en un himno coreado en los conciertos.
A finales de ese año se edita en Sao Paulo, Brasil el doble disco en directo auto-homenaje "25 to Live" para conmemorar los 25 años de la banda en activo. Con un público totalmente entregado, la banda se emplea a fondo para dar un repaso a todos los discos de su carrera y las canciones, son coreadas sin excepción de principio a final.
En 2007 se edita la segunda parte de la trilogía comenzada con "Rheingold", lleva por nombre "Liberty or Death". El nivel respecto a "The last Supper" aumenta considerablemente y el disco recibe buenas críticas, no obstante muchos fanes comienzan a considerar que la banda se ha estancado en un callejón sin salida y que sus discos ya no enganchan como antaño. Temas recomendables de este disco son "The Terrible One", "Highland Tears" y la propia "Liberty or Dead"
A finales de 2007 se anuncia la incorporación a la formación de un segundo guitarrista, Thilo Herrmann, ex-Running Wild y amigo de Jens Becker con quien coincidió en la época dorada de Running Wild.
El 9 de enero de 2009 ve la luz un nuevo disco, llamado Ballads of a Hangman, previa salida de dos singles, Pray y la propia Ballads of a Hangman. Se trata quizás del mejor disco de Grave Digger tras la marcha de Uwe Lulis, sin duda la entrada de Thilo Herrmann dio nuevos aires al grupo, pues la composición del disco fue llevada por Bolthendahl, Herrmann y Schmidt. Vuelve el speed metal, algo que ya queda patente con la propia Ballad of a Hangman. De nuevo regresa la estética de la muerte de los discos The Reaper y Heart of Darkness. Ambientes atmosféricas y melodías envolventes, un disco que no desmerece en absoluto de su pasado glorioso.
Aun así, en febrero de 2009, se anuncia la salida de Thilo del grupo debido, según el comunicado, por diferencias musicales entre otros asuntos. Por tanto queda la formación que desde el 2001 da tan buenos resultados, sobre todo en sus potentes directos.
En octubre de 2009 se anuncia en la página web del grupo que Manni Schmidt abandona Grave Digger después de casi una década al frente de las guitarras. Según el comunicado es debido a mal entendidos entre este y Chris. Indudablemente es una gran pérdida para el grupo debido al toque personal de Manni, sólido a la vez que atrevido con la distorsión, y que sacaba a relucir sobre todo en los impresionantes directos. Ocupa entonces su lugar provisionalmente el Axel Ritt, miembro también de Domain.
En el 2010 sale un nuevo disco que está cargado de poder escocés, denominado The Clans Will Rise Again...,
un dato curioso de este disco es que está dedicado a, citando la banda, was dedicated to the sheer mystique and the proud people of Scotland, se dedicó a la mística pura y el orgulloso pueblo de Escocia.
En 2012 sale a la luz su nuevo disco Clash of the Gods que sería su disco número 15 con el cual inician una nueva gira musical.
El 11 de julio de 2014 lanzan su disco de estudio número (16) bajo el título "Return Of the Reaper" (Napalm Records). 
Ya en el 2015 lanzan un nuevo disco que contienen canciones de su primera época (de sus tres primeros trabajos) pero totalmente regrabadas para la ocasión, lo titulan "Exhumation: The Early Years" también por el sello (Napalm Records) y además graban dos canciones nuevas para incluirlas en dicho álbum ("My Private Morning Hell" y "Young And Dangerous"). 
El 27 de mayo de 2016 su antiguo sello discográfico (Noise Records) ahora bajo el nombre (Sanctuary Records) lanzan al mercado un nuevo álbum recopilatorio con las mejores canciones de sus tres primeros discos de aquella época bajo el título: "Let Your Heads Rolls - The Very Best Of The Noise Years 1984-1986", en un doble CD 14 canciones en uno y otras catorce en el otro.

## Miembros

### Miembros actuales
- Chris Boltendahl - Voz
- Jens Becker - Bajo
- Stefan Arnold - Batería
- Hans Peter "H.P." Katzenburg - Teclados
- Axel Ritt - Guitarra

### Antiguos miembros
- Manni Schmidt - Guitarra (2000-2009)
- Peter Masson - Guitarra (1980-1986)
- Uwe Lulis - Guitarra (1986-2000)
- Martin Gerlitzki - Bajo (1983)
- Willi Lackman - Bajo (1983-1984)
- René "T-Bone" Teichgräber - Bajo (1984)
- C.F. Brank - Bajo (1985-1987)
- Tomi Göttlich - Bajo (1991-1997)
- Lutz Schmelzer - Batería (1980)
- Philip Seibel - Batería (1981-1983)
- Albert Eckardt - Batería (1983-1987)
- Peter Breitenbach - Batería (1991-1993)
- Jörg Michael - Batería (1993-1994)
- Frank Ulrich - Batería (1994-1995)
- Thilo Hermann - Guitarra (2006 - 2009)

## Discografía

### Discos de estudio
- Heavy Metal Breakdown (1984)
- Witch Hunter (1985)
- War Games (1986)
- Stronger Than Ever (1987; como Digger)
- The Reaper (1993)
- Heart Of Darkness (1995)
- Tunes Of War (1996)
- Knights Of The Cross (1998)
- Excalibur (1999)
- The Grave Digger (2001)
- Rheingold (2003)
- The Last Supper (2005)
- Liberty Or Death (2007)
- Ballads Of A Hangman (2009)
- The Clans Will Rise Again (2010)
- Clash Of The Gods (2012)
- Return of the Reaper (2014)
- Healed by Metal (2017)
- The Living Dead (2018)
- Fields of Blood (2020)
- Symbol Of Eternity (2022)
- Bone Collector (2025)

### Compilaciones
- The Best Of The Eighties (1993)
- Die Definitiv Biografie (2002)
- The History - Part One (2002)
- Masterpieces - Best Of Album (2002)
- Lost Tunes From The Vault (2003)
- Heavy Metal Collection (2014) mercado japonés
- Exhumation - The early years (2015; regrabaciones de los tres primeros álbumes).
- The Grave Best Digger (2016)
- The Reaper Shall Return (2016) B- sides & singles collection
- Let Your Heads Rolls - The Very Best Of The Noise Years 1984-1986 (2016)

### EP y sencillos
- 1982 Grave Digger Demo (1982)
- Born Again Demo (1983)
- Shoot Her Down (1984)
- 1991 Grave Digger Demo (1991)
- For Promotion Only (1992)
- Symphony Of Death (1994)
- Rebellion - Sencillo (1996)
- The Dark Of The Sun (1997)
- The Battle Of Bannockburn - Sencillo (1998)
- The Round Table (Forever) - Sencillo (1999)
- Yesterday (2006)
- Silent Revolution - Sencillo (2006)
- Pray (2008)
- Ballad Of Mary (2011)
- Home At Last (2012)

### Box Set
- "The Middle Ages Trilogy" (2002)

### Directos
- Tunes Of Wacken - Live (2003)
- 25 To Live (2005)
- The Clans Are Still Marching (2011)